# París-Tours 2022
La París-Tours 2022 fou la 116a edició de la París-Tours. La cursa es disputà el diumenge 9 d'octubre de 2022 amb inici a Chartres i final a Tours, després de 213,5 quilòmetres de recorregut. S'emmarcava dins el calendari de l'UCI ProSeries 2022 amb una categoria 1.Pro.
El vencedor final fou el francès Arnaud Démare (Groupama-FDJ), que s'imposà a l'esprint a Edward Theuns (Trek-Segafredo) i Sam Bennett (Bora-Hansgrohe), segon i tercer respectivament.

## Equips
| WorldTeams (14)- AG2R Citroën Team - Bora-Hansgrohe - Cofidis - EF Education-EasyPost - Groupama-FDJ - Ineos Grenadiers - Intermarché-Wanty-Gobert Matériaux - Israel-Premier Tech - Jumbo-Visma - Lotto-Soudal - BikeExchange-Jayco - Team DSM - Trek-Segafredo - UAE Team Emirates ProTeams (6)- Alpecin-Deceuninck - B&B Hotels-KTM - Bingoal Pauwels Sauces WB - Arkéa-Samsic - TotalEnergies - Uno-X Pro Cycling Team Equips continentals (4)- Go Sport-Roubaix Lille Métropole - Saint Michel-Auber 93 - Nice Métropole Côte d'Azur - Team U Nantes Atlantique |
| |

## Classificació final
| \| Classificació general \| Classificació general \| Classificació general \| Classificació general \| Classificació general \| \| Corredor \| Corredor \| Equip \| Temps \| \| \| --------------------- \| --------------------- \| --------------------- \| --------------------- \| --------------------- \| \| 1r \| Arnaud Démare \| Groupama-FDJ \| 4h 53' 01" \| \| \| 2n \| Edward Theuns \| Trek-Segafredo \| + 0" \| \| \| 3r \| Sam Bennett \| Bora-Hansgrohe \| + 0" \| \| \| 4t \| Simone Consonni \| Cofidis \| + 0" \| \| \| 5è \| Luca Mozzato \| B&B Hotels-KTM \| + 0" \| \| \| 6è \| Dries Van Gestel \| TotalEnergies \| + 0" \| \| \| 7è \| Sandy Dujardin \| TotalEnergies \| + 0" \| \| \| 8è \| Matis Louvel \| Arkéa-Samsic \| + 0" \| \| \| 9è \| Amaury Capiot \| Arkéa-Samsic \| + 0" \| \| \| 10è \| Hugo Hofstetter \| Arkéa-Samsic \| + 0" \| \| |                  |                |            |
| |                  |                |            |
| Font: ProCyclingStats |                  |                |            |
| Classificació general |                  |                |            |
| Corredor | Corredor         | Equip          | Temps      |
| 1r | Arnaud Démare    | Groupama-FDJ   | 4h 53' 01" |
| 2n | Edward Theuns    | Trek-Segafredo | + 0"       |
| 3r | Sam Bennett      | Bora-Hansgrohe | + 0"       |
| 4t | Simone Consonni  | Cofidis        | + 0"       |
| 5è | Luca Mozzato     | B&B Hotels-KTM | + 0"       |
| 6è | Dries Van Gestel | TotalEnergies  | + 0"       |
| 7è | Sandy Dujardin   | TotalEnergies  | + 0"       |
| 8è | Matis Louvel     | Arkéa-Samsic   | + 0"       |
| 9è | Amaury Capiot    | Arkéa-Samsic   | + 0"       |
| 10è | Hugo Hofstetter  | Arkéa-Samsic   | + 0"       |